# 4426 Roerich
4426 Roerich è un asteroide della fascia principale. Scoperto nel 1969, presenta un'orbita caratterizzata da un semiasse maggiore pari a 2,7540553 UA e da un'eccentricità di 0,0661259, inclinata di 2,08502° rispetto all'eclittica.